# Esdeveniment contrari
En matemàtiques, i més específicament en teoria de la probabilitat, l'esdeveniment contrari o esdeveniment complementari A d'un altre esdeveniment B és aquell que quan ocorre un l'altre no, i viceversa. És a dir B és igual a (no A), o B és igual al complement de a en l'espai mostral. Els dos esdeveniments són mútuament excloents i la unió dels dos dona tot l'espai mostral. Els esdeveniments contraris tenen la propietat que la suma de les seves probabilitats és 1. Pr(sortir imparell)+ Pr(sortir parell)=1.

## Exemple
```
Quan llancem un dau i miram el resultat.
<<sortir imparell>> - <<sortir parell>>
```

Són mútuament l'un esdeveniment contrari o complementari de l'altre.

## Aplicacions
La propietat de què la suma de probabilitats dels esdeveniments contraris sigui 1 s'aplica per a calcular la probabilitat d'un esdeveniment en el cas que el càlcul de la probabilitat de l'esdeveniment contrari sigui més fàcil.
Per exemple per calcular la probabilitat que en tirar un dau 3 cops surti 5 alguna vegada es pot calcular de dues maneres:
- Sumant les probabilitats de les 7 formes que hi ha de què surti 5 alguna vegada
  - Que surti 5 només una vegada, la primera, la segona o la tercera és:{\displaystyle {\frac {1}{6}}\cdot \left({\frac {5}{6}}\right)^{2}={\frac {5^{2}}{6^{3}}}}
  - Que surti 5 dues vegades i només dues, la primera i la tercera, la primera i la segona o la segona i la tercera:{\displaystyle \left({\frac {1}{6}}\right)^{2}\cdot {\frac {5}{6}}={\frac {5}{6^{3}}}}
  - Que surti 5 les tres vegades: {\displaystyle \left({\frac {1}{6}}\right)^{3}={\frac {1}{6^{3}}}}

Llavors sumant tres cops la primera (perquè hi ha tres casos), tres cops la segona (altres tres) i la tercera, s'obté:
{\displaystyle 3\cdot {\frac {5^{2}}{6^{3}}}+3\cdot {\frac {5}{6^{3}}}+{\frac {1}{6^{3}}}={\frac {75+15+1}{6^{3}}}={\frac {91}{6^{3}}}}
- Calculant la probabilitat de l'esdeveniment contrari (que no surti 5 cap vegada) i restant-la d'1

{\displaystyle 1-\left({\frac {5}{6}}\right)^{3}={\frac {216-125}{6^{3}}}={\frac {91}{6^{3}}}}
El segon mètode és clarament més ràpid.